# Hafgufa
L'hafgufa è una creatura leggendaria della mitologia norrena.

## Descrizione
L'hafgufa viene descritto come un mostro marino che, quando affiora in superficie, è indistinguibile da un'isola o da un paio di scogli. Il suo nome deriva dai termini islandesi haf ("mare") e gufa ("vapore", "nebbia"), quindi si può interpretare come "nebbia marina".

### Konungs skuggsjá
Nel Konungs skuggsjá, un testo norvegese composto intorno al 1250, l'hafgufa (chiamato hafgufu) è descritto come un enorme pesce simile a un'isola, che rutta grandi quantità di cibo per attirare altri pesci e poi divorarli:

### Saga di Oddr l'arciere
Nella saga islandese di Oddr l'arciere, l'hafgufa viene incontrato nel mare di Groenlandia, è definito il più grande dei mostri marini, e si ciba di balene, navi, uomini e qualsiasi altra cosa riesca a catturare; vive sott'acqua, ma di notte, durante la bassa marea, la sua testa sporge dall'acqua, e viene scambiata per un grande scoglio:

### Altri riferimenti
L'hafgufa viene citato in una leggenda popolare groenlandese pubblicata sul The Rambler, Anningait e Ajut, dove Anningait, in una poesia composta per la sua amata Ajut, proclama che la "strapperebbe dalle fauci di Amarok" e la "salverebbe dai burroni di Hafgufa".
Nel foclore più tardo e da autori successivi (come Bartolino, Blackwood e Crantz), inoltre, questa creatura viene frequentemente associata al kraken.